# 日本フードドクター食医学協会
一般社団法人日本フードドクター食医学協会（いっぱんしゃだんほうじんにほんフードドクターしょくいがくきょうかい、英: JAPAN FOOD DOCTOR ASSOCIATION、JFDA）は、東京都渋谷区に事務所を置く、日本の一般社団法人。2020年設立。

## 概要
代表理事の坂部が、各専門分野の医師10名、栄養士と話し合い、栄養分をどのように調理すれば効率よく身体に吸収できるかをテーマとした『食医学』を通して、しなやかな身体作りと、前向きなメンタルづくりを提案する協会。 
食のサポートをアスリート向けに行い、メディアでも活躍する「坂部幸」が代表理事として活動。 
主な活動は「フードドクター」資格の発行。「フードドクター」の育成。「フードドクター」の活躍を場を拡げる。イベントや、フードサポートを通し、「食医学」を啓蒙し、体感してもらう。 
渋谷区恵比寿に、料理教室「PODERHYSH KITCHEN（ポデリッシュキッチン）」を運営。 

### 設立の経緯
2013年、料理研究家の坂部幸が、日本テレビ「24時間テレビ」チャリティ・マラソンにおいて、森三中・大島美幸のフードサポートとして体質の改善を行い、17kgもの減量に成功。 
それをきっかけに『食』で健康を支える『食医学』の考え方を拡めたいと一念発起した坂部は、 
2014年に料理教室「TREFLE KITCHEN」（トレフル・キッチン）内に食医学と料理を学べるクラスを立ち上げる。 
2020年7月、「TREFLE KITCHEN」を一般社団法人化して「一般社団法人日本フードドクター食医学協会（JFDA）」を設立
（料理教室の名称を「PODERHYSH KITCHEN（ポデリッシュキッチン）」に改名）
その後、料理教室を運営しながら食医学の啓蒙を主に行ってきたが、受講生の「自ら食医学を拡める立場になりたい」という声に応え、「フードドクター」の育成と、資格の発行をはじめる。
現在も『食医学』の更なる向上を目指し、生徒でもある各専門分野の医師10名と管理栄養士、プロの料理人とで、食と予防医学の研究を進めている。

## 沿革
- 2021年 - 『&meal』監修。スキンケアブランドmeethの食ブランド『&meal』の取り扱い商品監修および食のスペシャリストとして食材のコーディネートを行う。
- 2022年
  - 7月 - 一般社団法人日本フードドクター食医学協会（JFDA）設立。
  - 8月 - プロゴルファー上田桃子と日本フードドクター食医学協会代表理事 坂部幸が「食と五感」をテーマにトークイベントを開催。

渋谷区・恵比寿のダイニングカフェ『Areverie TERRACE (アレヴェリー テラス)』で、プロゴルファー 上田桃子と日本フードドクター食医学協会代表理事 坂部幸が監修したフードドクター・ランチメニューを提供。
  - 10月 - 『樋口久子三菱電機レディスゴルフトーナメント』での選手サポート

『樋口久子三菱電機レディスゴルフトーナメント』において、実際に、上田桃子が試合の際に食している『ラウンド・エナジー・バー』を出場選手に無料提供。女子ゴルフ選手がプロとして、第一線で活躍できる身体をつくるには、食を重んじるべきだという上田桃子プロの考えを後輩プレイヤーに伝えたいという想いに、坂部幸が賛同し、想いを形にする取り組みとして、ランダム・アソシエイツの協力のもと実現した支援。 - 当日は会場でフードドクター監修メニューを楽しむことができるキッチンカー『ラウンド・キッチン』を出店した。

- 2023年
  - 2月 - 『一般社団法人日本小児口腔発達学会 設立記念講演会』において、会場内にフードドクターメニューの試食ができるブースを出展。
  - 9月 - 「PODERHYSH KITCHEN 20周年」イベントを渋谷区・恵比寿のダイニングカフェ『Areverie TERRACE (アレヴェリー テラス)』で、開催。坂部を慕う100名以上が集まり、友人のシェフ達がゲストに料理を振る舞った。子供縁日やフードドクターでもあるDJ HICOがDJプレイを披露するなど賑やかな1日であった。

## 資格取得
JFDAが実施する「フードドクター育成コース」をStep2まで受講することで、「フードドクター」の資格試験を受けることができるようになる。同等の知識、調理技術を持ち、受験資格取得試験に合格することでも代替可能。
同協会が認定する資格「フードドクター」を取得すると、料理教室「PODERHYSH KITCHEN」にて講師として登壇したり、イベントの企画に携わったりすることができるようになる。
また、JFDA認定のサロンや自らの料理教室の主宰が可能に。加えて、資格取得後、フードドクターとして開業する際のサポートや、コンサルティングを受けられる。

## 著名な資格取得者・受講者
- 上田桃子
- 大島美幸
- ソンミ
- 谷まりあ
- 鉢嶺杏奈
- VANRI
- 堀口ミイナ
- DJ HICO
- 井ノ原快彦、柳澤秀夫、山口もえ、金子貴俊、有働由美子 - NHK『朝イチ』番組内にて